# Laiaküla (Tallinn)
Laiaküla is een subdistrict of wijk (Estisch: asum) binnen het stadsdistrict Pirita in Tallinn, de hoofdstad van Estland. De wijk telde 261 inwoners op 1 januari 2020.

## Geografie
De wijk grenst in het westen aan de wijken Lepiku, Kloostrimetsa en Iru. Ten oosten van Laiaküla ligt de gemeente Viimsi. De gemeente Maardu grenst net met een puntje aan Laiaküla. Ten zuiden daarvan ligt het dorp Laiaküla, dat een exclave van de gemeente Viimsi is. Ter onderscheid wordt het dorp vaak wat pleonastisch Laiaküla küla genoemd (küla betekent dorp).

## Geschiedenis

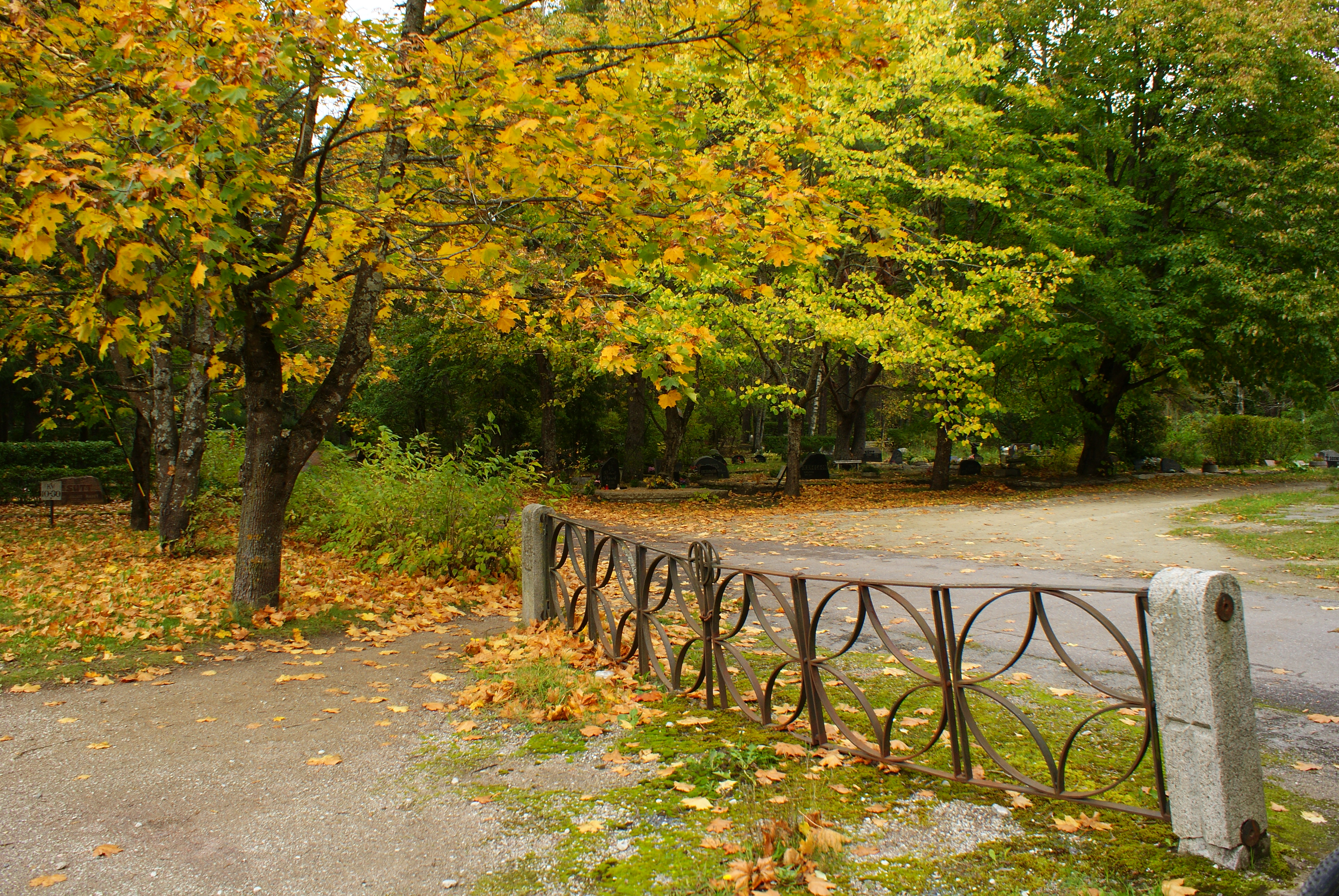
Het kerkhof Pärnamäe

Het dorp en de wijk Laiaküla vormden vroeger een eenheid. De naam betekent ‘breed dorp’ en die naam wijst waarschijnlijk op de verspreide bebouwing in het dorp. Volgens een statistiek uit juni 1920 woonden in heel Laiaküla maar drie families. In 1930 lagen er acht verspreide boerderijen. Een echte dorpskern heeft Laiaküla nooit gehad.
In 1975 werd Tallinn uitgebreid met enkele stukken van aangrenzende gemeenten. De stad kreeg toen ook een deel van Laiaküla, tegelijk met een deel van Iru. Ook de stadsdistricten Lasnamäe en Haabersti kregen gebiedsuitbreiding. Na die tijd zijn er wat huizen bijgebouwd, maar de wijk blijft dunbevolkt. Het dorp Laiaküla heeft 2,5 maal zoveel inwoners.

## Het kerkhof Pärnamäe
In de wijk ligt het grootste kerkhof van Estland, Pärnamäe kalmistu. ‘Pärnamäe’ betekent ‘Lindenberg’. De oppervlakte is 102 hectare. Het kerkhof is gesticht in 1963. Sinds 1993 is er ook een crematorium op het terrein van Pärnamäe.
Op Pärnamäe liggen maar weinig beroemde Esten begraven. Voor hen is de naburige ‘Woudbegraafplaats’ (Metsakalmistu) in de wijk Kloostrimetsa.
In de gemeente Viimsi ligt een dorp met de naam Pärnamäe. Om het te onderscheiden van de begraafplaats wordt het dorp vaak Pärnamäe küla genoemd.